# Colostygia viperata
Colostygia viperata är en fjärilsart som beskrevs av Alphéraky 1897. Colostygia viperata ingår i släktet Colostygia och familjen mätare. Inga underarter finns listade i Catalogue of Life.